# Сен-Савен-сюр-Гартамп (абатство)
Сен-Савен-сюр-Гартамп (фр. Saint-Savin-sur-Gartempe) — бенедиктинське абатство, розташоване в Сен-Савен (департамент В'єнна, Франція) на березі річки Гартамп. Засноване в IX столітті. Абатство відоме своїми унікальними та добре збереженими фресками XI–XII століття. Фрески Сен-Савен-сюр-Гартамп — найбільший та найхарактерніший ансамбль романських розписів Франції. З 1983 року абатство занесено в список Світової спадщини ЮНЕСКО.

## Церква

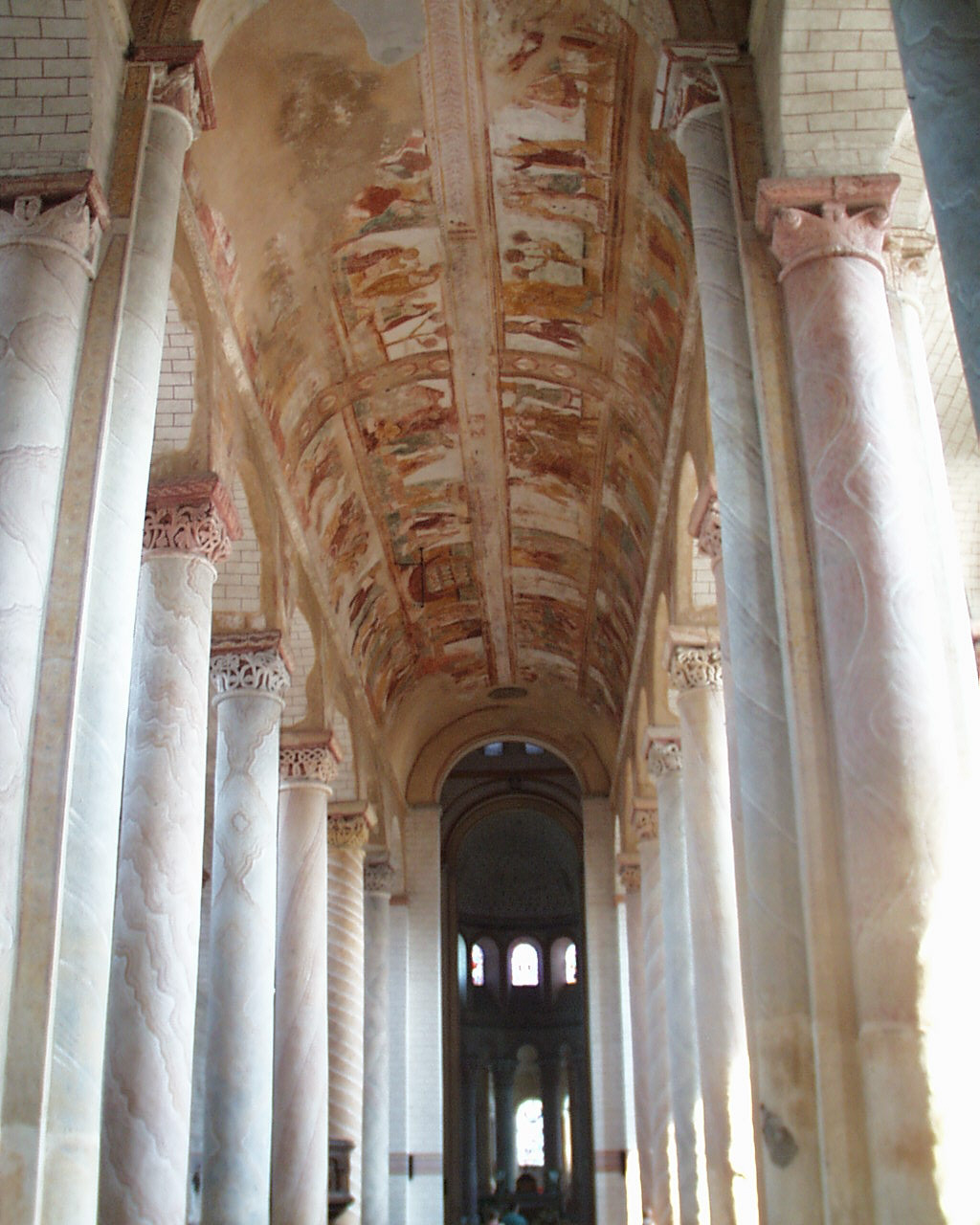
Центральний неф

Церква має в плані латинський хрест, що є типовою формою для храмів романського стилю. Вівтарна частина звернена до сходу. Церква має 76 метрів в довжину, висота дзвіниці — 77 метрів, довжина трансепта — 31 метр. Південний рукав трансепта коротше північного, оскільки він впирається в монастирські будівлі. Довжина головного нефа — 42 метри, ширина — 17 і висота — також 17 метрів. Центральний неф виділений колонами заввишки 15 метрів, вони піднімаються до склепіння. Шість східних травей (прямокутних фрагментів склепіння) головного нефа перекриті гладким склепінням, три західні розчленовані опорними арками.
Колони розписані в пастельних тонах, добре гармонують з рештою інтер'єру. Бічні нефи з хрестовими склепіннями не поступаються за шириною центральному та майже рівні йому по висоті. Склепіння центрального корабля має сумарну площу 412 м². Він повністю розписаний, водночас спирається на колони та напівколони в стінах. Центральний корабель церкви не освітлений безпосередньо, лише бічними вікнами, але їх вдале розташування забезпечує, тим не менш, хороше освітлення.
На перетині трансепта та центрального нефа розташовані чотири масивні колони, які підтримують склепіння, над яким розташована квадратна вежа. До цих колон виходять кінці деамбулаторія. До вузького деамбулаторія прилягають п'ять круглих капел різного розміру. У церкві дві крипти, одна під апсидою, друга під деамбулаторієм.
Дзвіниця розташована у центрі над вхідним портиком та нартексом церкви та налічує 9 сходових прольотів.

## Розпис
Фрески, завдяки яким церква стала відома не лише в країні, але й далеко за межами Франції, були створені в XI–XII століттях. Використані кольори нечисленні, переважно жовта вохра, червона вохра та зелена барва, змішані в різних пропорціях з білим та чорним (в невеликій кількості присутній блакитний колір, надзвичайно коштовний пігмент у минулому).
Живопис покриває склепіння головного нефа, нартекс та крипти. На склепінні центрального нефа фрески розташовуються в два яруси, на обох схилах. Розпис крипт витонченіший. У створенні фресок взяли участь декілька майстрів місцевої живописної школи. До характерних особливостей стилю належать площинні зображення, різномасштабність фігур; іноді ноги й голова персонажів повернені в різні боки, через що пози здаються неприродними.
Сюжети розписів не обмежуються біблійними сценами — деякі фрески ілюструють епізоди з байок Езопа, проте переважна більшість ілюструє епізоди ранньої старозавітній історії — «Створення людей», цілий цикл, присвячений Всесвітньому потопу та Ною, «будівництво Вавилонської вежі», «Бог промовляє до Авраама», «Авраам та Лот», «Похорон Авраама», «Яків благословляє Йосипа», «Брати продають Йосипа в рабство», «Перехід через Червоне море», «Бог дарує Мойсею скрижалі» тощо.

## Галерея
Фрески циклу про Ноя та Всесвітній потоп:
|                        |             |                                                        |
| Бог звертається до Ноя | Ноїв Ковчег | Ной із родиною виходить з ковчега. Бог укладає Заповіт |